# دوديكاهيدران
دوديكاهيدران هو مركب عضوي من مجموعة الهيدروكربونات صيغته C20H20، وتتوزع فيه ذرات الكربون على رؤوس اثنا عشري السطوح. يعد المركب بهذا الترتيب الفراغي أحد ثلاثة هيدروكربونات أفلاطونية بالإضافة إلى الكوبان وتيتراهيدران. جرى البرهنة على البنية باستخدام مطيافية الرنين المغناطيسي النووي للبروتون.

## الوفرة والتحضير
لا يوجد دوديكاهيدران في الطبيعة، واصطنعه ليو باكيت (Leo Paquette) لأول مرة سنة 1982.
يمكن أن تكون عملية التحضير وفق طريقة الاصطناع التالية:

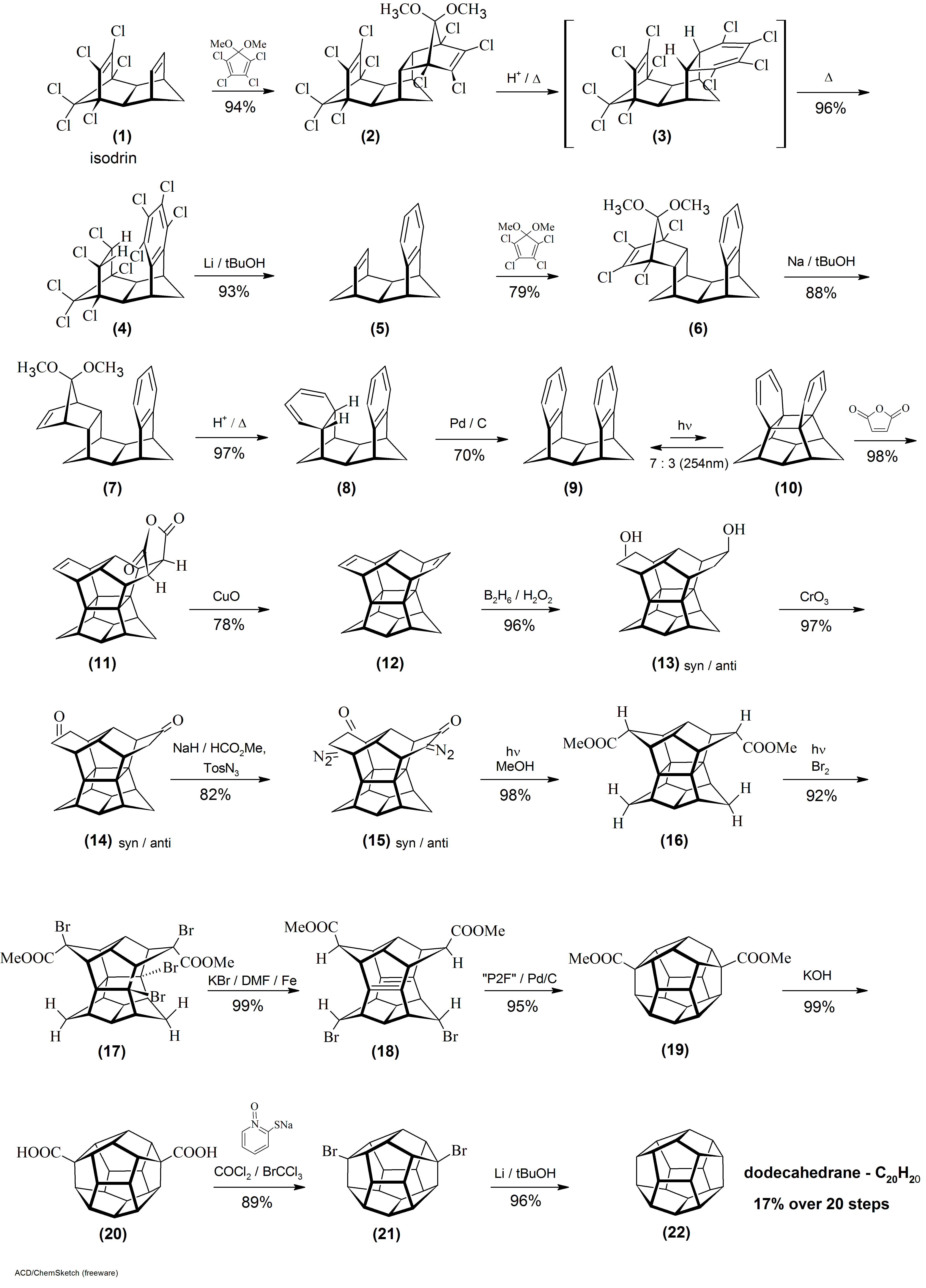
اصطناع الدوديكاهيدران